# 2027
Rok 2027 / MMXXVII
stulecia: XX wiek ~
XXI wiek ~
XXII wiek

dziesięciolecia:
1990–1999 •
2000–2009 •
2010–2019 •
2020–2029

lata: 2017 «
2022 «
2023 «
2024 «
2025 «
2026 «
2027
» 2028
» 2029
» 2030
» 2031
» 2032
 

## Rok 2027 ogłoszono
- Rokiem Świętym Jakubowym

## Spodziewane wydarzenia
- 1 stycznia – Litwa obejmie prezydencję w Radzie Unii Europejskiej.
- 1 lipca – Grecja obejmie prezydencję w Radzie Unii Europejskiej.
- 11 listopada – najpóźniejszy możliwy termin wyborów do Sejmu RP XI kadencji i Senatu RP XII kadencji.
- Budowa japońskiej linii kolejowej dużej prędkości Chūō Shinkansen na odcinku pomiędzy dworcem Shinagawa w Tokio a dworcem Nagoja zostanie zakończona[1].
- Do służby wejdzie statek USS Enterprise (CVN-80) i zastąpi USS Dwight D. Eisenhower (CVN-69)[2].
- Exploration Mission 6 (EM-6) – bezzałogowy lot z modułem transportowym Deep Space Transport i przymocowanie go do Deep Space Gateway[3].
- Exploration Mission 7 (EM-7) – testowa załogowa misja do modułu Deep Space Transport w ramach programu Space Launch System, która potrwa 191–221 dni[4].
- 3–8 sierpnia – 41. Światowe Dni Młodzieży w Seulu[5][6].

## Wydarzenia sportowe
- Puchar Świata w Rugby[7]

## Wydarzenia astronomiczne
- 6 lutego – zaćmienie Słońca widziane jako obrączkowe z Ameryki Południowej, Atlantyku i skrawka Afryki[8][9]
- 20 marca – równonoc wiosenna[10]
- 21 czerwca – przesilenie letnie[11]
- 2 sierpnia – całkowite zaćmienie Słońca trwające najdłużej, bo 6 minut i 23 sekundy w Egipcie[12]
- 7 sierpnia – w odległości niespełna 390 000 km od Ziemi przeleci asteroida (137108) 1999 AN10[13][14]
- 23 września – równonoc jesienna[15]
- 22 grudnia – przesilenie zimowe[16]

## Święta ruchome
- Tłusty czwartek: 4 lutego
- Ostatki: 9 lutego
- Popielec: 10 lutego
- Niedziela Palmowa: 21 marca
- Wielki Czwartek: 25 marca
- Wielki Piątek: 26 marca
- Wielka Sobota: 27 marca
- Wielkanoc: 28 marca
- Poniedziałek Wielkanocny: 29 marca
- Wniebowstąpienie Pańskie: 9 maja
- Zesłanie Ducha Świętego: 16 maja
- Boże Ciało: 27 maja[17]